# Croatie aux Jeux olympiques d'été de 2024
La Croatie participe aux Jeux olympiques de 2024 à Paris. Il s'agit de sa 9e participation à des Jeux olympiques d'été.
Le tireur sportif Giovanni Cernogoraz et la judokate Barbara Matić sont nommés porte-drapeau de la délégation en juin 2024.

## Nombre d’athlètes qualifiés par sport
Voici la liste des qualifiés et sélectionnés croates par sport (remplaçants compris) :
| Sport                                                                               | Hommes | Femmes | Total |
| ----------------------------------------------------------------------------------- | ------ | ------ | ----- |
| Athlétisme                                                                          | 4      | 4      | 8     |
| Aviron                                                                              | 5      | 0      | 5     |
| Boxe                                                                                | 1      | 0      | 1     |
| Canoë-kayak                                                                         | 1      | 1      | 2     |
| Cyclisme                                                                            | 1      | 0      | 1     |
| Gymnastique                                                                         | 2      | 0      | 2     |
| Handball                                                                            | 17     | 0      | 17    |
| Judo                                                                                | 1      | 2      | 3     |
| Sports aquatiques • Natation sportive • Plongeon • Natation artistique • Water-polo | 2 13   | 1      | 3 13  |
| Taekwondo                                                                           | 2      | 1      | 3     |
| Tennis                                                                              | 2      | 2      | 4     |
| Tennis de table                                                                     | 3      | 1      | 4     |
| Tir                                                                                 | 3      | 0      | 3     |
| Voile                                                                               | 3      | 2      | 5     |
| Total                                                                               | 60     | 14     | 74    |

## Bilan général
| Sport      | Médaille d'or, Jeux olympiques | Médaille d'argent, Jeux olympiques | Médaille de bronze, Jeux olympiques | Total | Rang pays |
| ---------- | ------------------------------ | ---------------------------------- | ----------------------------------- | ----- | --------- |
| Athlétisme | -                              | -                                  | 1                                   | 1     | 37e       |
| Aviron     | 1                              | -                                  | -                                   | 1     | 8e        |
| Judo       | 1                              | -                                  | -                                   | 1     | 8e        |
| Taekwondo  | -                              | -                                  | 1                                   | 1     | 13e       |
| Tennis     | -                              | 1                                  | -                                   | 1     | 8e        |
| Tir        | -                              | -                                  | 1                                   | 1     | 15e       |
| Water-polo | -                              | 1                                  | -                                   | 1     | 3e        |
| Total      | 2                              | 2                                  | 3                                   | 7     | 30e       |

| Jour       | Médaille d'or, Jeux olympiques | Médaille d'argent, Jeux olympiques | Médaille de bronze, Jeux olympiques | Total |
| ---------- | ------------------------------ | ---------------------------------- | ----------------------------------- | ----- |
| 26 juillet | 0                              | 0                                  | 0                                   | 0     |
| 27 juillet | 0                              | 0                                  | 0                                   | 0     |
| 28 juillet | 0                              | 0                                  | 0                                   | 0     |
| 29 juillet | 0                              | 0                                  | 1                                   | 1     |
| 30 juillet | 0                              | 0                                  | 0                                   | 0     |
| 31 juillet | 1                              | 0                                  | 0                                   | 1     |
| 1er août   | 0                              | 0                                  | 0                                   | 0     |
| 2 août     | 1                              | 0                                  | 0                                   | 1     |
| 3 août     | 0                              | 1                                  | 0                                   | 1     |
| 4 août     | 0                              | 0                                  | 0                                   | 0     |
| 5 août     | 0                              | 0                                  | 1                                   | 1     |
| 6 août     | 0                              | 0                                  | 0                                   | 0     |
| 7 août     | 0                              | 0                                  | 1                                   | 1     |
| 8 août     | 0                              | 0                                  | 0                                   | 0     |
| 9 août     | 0                              | 0                                  | 0                                   | 0     |
| 10 août    | 0                              | 0                                  | 0                                   | 0     |
| 11 août    | 0                              | 1                                  | 0                                   | 1     |
| Total      | 2                              | 2                                  | 3                                   | 7     |

| Sexe   | Médaille d'or, Jeux olympiques | Médaille d'argent, Jeux olympiques | Médaille de bronze, Jeux olympiques | Total |
| ------ | ------------------------------ | ---------------------------------- | ----------------------------------- | ----- |
| Hommes | 1                              | 1                                  | 1                                   | 3     |
| Femmes | 1                              | 1                                  | 2                                   | 4     |
| Mixte  | 0                              | 0                                  | 0                                   | 0     |
| Total  | 2                              | 2                                  | 3                                   | 7     |

## Médaillés
| Sport  | Discipline                 | Athlète(s)                      | Performance                   | Date       |
| ------ | -------------------------- | ------------------------------- | ----------------------------- | ---------- |
| Judo   | Moins de 70 kg femmes      | Barbara Matić                   | Miriam Butkereit Victoire 1-0 | 31 juillet |
| Aviron | Deux sans barreur masculin | Valent Sinković Martin Sinković | 6 min 23 s 66                 | 2 août     |

| Sport      | Discipline       | Athlète(s)                  | Performance                              | Date    |
| ---------- | ---------------- | --------------------------- | ---------------------------------------- | ------- |
| Tennis     | Simple dames     | Donna Vekić                 | Zheng Qinwen Défaite 2–6, 3–6            | 3 août  |
| Water-polo | Tournoi masculin | Équipe de Croatie masculine | Équipe de Serbie masculine Défaite 11-13 | 11 août |

| Sport      | Discipline                          | Athlète(s)       | Performance                    | Date       |
| ---------- | ----------------------------------- | ---------------- | ------------------------------ | ---------- |
| Tir        | Carabine à 10 m air comprimé hommes | Miran Maričić    | 230,0                          | 29 juillet |
| Athlétisme | Lancer du disque féminin            | Sandra Elkasević | 67,51                          | 5 août     |
| Taekwondo  | Moins de 49 kg femmes               | Lena Stojković   | Merve Dinçel Victoire 1–0, 5–3 | 7 août     |

## Résultats

### Athlétisme

#### Hommes
| Athlètes         | Épreuve           | Qualification | Qualification | Finale      | Finale  |
| Athlètes         | Épreuve           | Performance   | Rang          | Performance | Rang    |
| ---------------- | ----------------- | ------------- | ------------- | ----------- | ------- |
| Filip Pravdica   | Saut en longueur  | 8,04 m        | 5e            | 7,90 m      | 9e      |
| Filip Mihaljević | Lancer du poids   | 20,75 m       | 14e           | Éliminé     | Éliminé |
| Martin Marković  | Lancer du disque  | 62,31 m       | 16e           | Éliminé     | Éliminé |
| Matija Gregurić  | Lancer du marteau | 73,69 m       | 17e           | Éliminé     | Éliminé |

#### Femmes
| Athlètes                           | Épreuve  | Premier tour (ou tour préliminaire) | Premier tour (ou tour préliminaire) | Repêchage (ou premier tour) | Repêchage (ou premier tour) | Demi-finales | Demi-finales | Finale              | Finale  |
| Athlètes                           | Épreuve  | Temps                               | Rang                                | Temps                       | Rang                        | Temps        | Rang         | Temps               | Rang    |
| ---------------------------------- | -------- | ----------------------------------- | ----------------------------------- | --------------------------- | --------------------------- | ------------ | ------------ | ------------------- | ------- |
| Bojana Bjeljac Matea Parlov Koštro | Marathon | Non disputé                         | Non disputé                         | Non disputé                 | Non disputé                 | Non disputé  | Non disputé  | 2 h 41 min 13 s DNF | 71e DNF |

| Athlètes         | Épreuve           | Qualification | Qualification | Finale      | Finale                              |
| Athlètes         | Épreuve           | Performance   | Rang          | Performance | Rang                                |
| ---------------- | ----------------- | ------------- | ------------- | ----------- | ----------------------------------- |
| Sandra Elkasević | Lancer du disque  | 65,63 m       | 2e            | 67,51 m     | Médaille de bronze, Jeux olympiques |
| Sara Kolak       | Lancer du javelot | 64,57 m       | 2e            | 63,40 m     | 4e                                  |

### Aviron
| Athlètes                        | Compétition       | Série         | Série | Repêchage   | Repêchage   | Quart de finale | Quart de finale | Demi-finale   | Demi-finale | Finale        | Finale                         |
| Athlètes                        | Compétition       | Temps         | Rang  | Temps       | Rang        | Temps           | Rang            | Temps         | Rang        | Temps         | Rang                           |
| ------------------------------- | ----------------- | ------------- | ----- | ----------- | ----------- | --------------- | --------------- | ------------- | ----------- | ------------- | ------------------------------ |
| Damir Martin                    | Skiff             | 6 min 54 s 83 | 2e    | Non disputé | Non disputé | 6 min 53 s 55   | 2e              | 6 min 58 s 23 | 6e          | 6 min 57 s 77 | Finale B 11e                   |
| Patrik Lončarić Anton Lončarić  | Deux de couple    | 6 min 24 s 62 | 3e    | Non disputé | Non disputé | Non disputé     | Non disputé     | 6 min 49 s 51 | 6e          | 6 min 26 s 04 | Finale B 12e                   |
| Martin Sinković Valent Sinković | Deux sans barreur | 6 min 35 s 28 | 1er   | Non disputé | Non disputé | Non disputé     | Non disputé     | 6 min 29 s 98 | 1re         | 6 min 23 s 66 | Médaille d'or, Jeux olympiques |

### Boxe
| Athlètes        | Catégorie             | 1/16e de finale     | 1/8e de finale               | Quart de finale              | Demi-finale         | Finale              | Rang    |
| Athlètes        | Catégorie             | Adversaire Résultat | Adversaire Résultat          | Adversaire Résultat          | Adversaire Résultat | Adversaire Résultat | Rang    |
| --------------- | --------------------- | ------------------- | ---------------------------- | ---------------------------- | ------------------- | ------------------- | ------- |
| Gabrijel Veočić | Poids moyens (-80 kg) | Exempté             | Hussein Ishaish Victoire 5-0 | Cristian Pinales Défaite 0-5 | Éliminé             | Éliminé             | Éliminé |

### Canoë-kayak

#### Course en ligne
| Athlète               | Compétition | Séries        | Séries | Quarts de finale | Quarts de finale | Demi-finales  | Demi-finales | Finales A, B, C | Finales A, B, C |
| Athlète               | Compétition | Temps         | Rang   | Temps            | Rang             | Temps         | Rang         | Temps           | Rang            |
| --------------------- | ----------- | ------------- | ------ | ---------------- | ---------------- | ------------- | ------------ | --------------- | --------------- |
| Anamaria Govorčinović | K1 500 m    | 1 min 55 s 51 | 4e     | 1 min 52 s 92    | 4e               | 1 min 53 s 13 | 7e           | Éliminée        | Éliminée        |

#### Slalom
| Athlète        | Compétition | Éliminatoires | Éliminatoires | Éliminatoires | Éliminatoires | Éliminatoires  | Éliminatoires | Demi-finales | Demi-finales | Finale   | Finale |
| Athlète        | Compétition | Manche 1      | Manche 1      | Manche 2      | Manche 2      | Meilleur temps | Rang          | Demi-finales | Demi-finales | Finale   | Finale |
| Athlète        | Compétition | Temps         | Rang          | Temps         | Rang          | Meilleur temps | Rang          | Temps        | Rang         | Temps    | Rang   |
| -------------- | ----------- | ------------- | ------------- | ------------- | ------------- | -------------- | ------------- | ------------ | ------------ | -------- | ------ |
| Matija Marinić | C1 hommes   | 91 s 61       | 3e            | 98 s 44       | 9e            | 91 s 61        | 3e            | 98 s 82      | 7e           | 100 s 35 | 8e     |

| Athlète        | Compétition | Contre-la-montre | Contre-la-montre | Premier tour | Repêchage  | Séries     | Quarts de finale | Demi- finales | Finale  |         |
| Athlète        | Compétition | Temps            | Rang             | Rang         | Rang       | Rang       | Rang             | Rang          | Rang    |         |
| -------------- | ----------- | ---------------- | ---------------- | ------------ | ---------- | ---------- | ---------------- | ------------- | ------- | ------- |
| Matija Marinić | KX1 hommes  | 74 s 80          | 27e              | Série 7 3e   | Série 4 2e | Série 5 4e | Éliminé          | Éliminé       | Éliminé | Éliminé |

### Cyclisme

#### BMX
| Athlète      | Compétition | Tour de classement | Tour de classement | Tour de classement | Tour de classement | Finale   | Finale   | Finale  | Finale  |
| Athlète      | Compétition | Manche 1           | Manche 2           | Moyenne            | Rang               | Manche 1 | Manche 2 | Moyenne | Rang    |
| ------------ | ----------- | ------------------ | ------------------ | ------------------ | ------------------ | -------- | -------- | ------- | ------- |
| Marin Ranteš | Hommes      | 85,19              | 67,40              | 76,29              | 11e                | Éliminé  | Éliminé  | Éliminé | Éliminé |

### Gymnastique artistique
| Athlète       | Compétition    | Qualifications | Qualifications | Qualifications | Qualifications | Qualifications    | Qualifications | Qualifications | Qualifications | Finale   | Finale         | Finale   | Finale   | Finale            | Finale     | Finale  | Finale  |
| Athlète       | Compétition    | Appareil       | Appareil       | Appareil       | Appareil       | Appareil          | Appareil       | Total          | Rang           | Appareil | Appareil       | Appareil | Appareil | Appareil          | Appareil   | Total   | Rang    |
| Athlète       | Compétition    | Sol            | Cheval d'arçon | Anneaux        | Saut           | Barres parallèles | Barre fixe     | Total          | Rang           | Sol      | Cheval d'arçon | Anneaux  | Saut     | Barres parallèles | Barre fixe | Total   | Rang    |
| ------------- | -------------- | -------------- | -------------- | -------------- | -------------- | ----------------- | -------------- | -------------- | -------------- | -------- | -------------- | -------- | -------- | ----------------- | ---------- | ------- | ------- |
| Aurel Benović | Sol            | 13.766         | -              | -              | -              | -                 | -              | 13.766         | 28e            | Éliminé  | Éliminé        | Éliminé  | Éliminé  | Éliminé           | Éliminé    | Éliminé | Éliminé |
| Aurel Benović | Saut de cheval | -              | -              | -              | 14.733         | -                 | -              | 14.733         | 3e             | -        | -              | -        | 14.900   | -                 | -          | 14.900  | 5e      |
| Tin Srbić     | Barre fixe     | -              | -              | -              | -              | -                 | 14.600         | 14.600         | 4e             | -        | -              | -        | -        | -                 | 11.333     | 11.333  | 8e      |

### Handball
| Épreuve          | Premier tour         | Premier tour           | Premier tour             | Premier tour        | Premier tour          | Premier tour | Quart de finale  | Demi-finale      | Finale / MB      | Rang     |
| Épreuve          | Adversaire Score     | Adversaire Score       | Adversaire Score         | Adversaire Score    | Adversaire Score      | Rang         | Adversaire Score | Adversaire Score | Adversaire Score | Rang     |
| ---------------- | -------------------- | ---------------------- | ------------------------ | ------------------- | --------------------- | ------------ | ---------------- | ---------------- | ---------------- | -------- |
| Tournoi masculin | Japon Victoire 30-29 | Slovénie Défaite 29-31 | Allemagne Victoire 31-26 | Suède Défaite 27-38 | Espagne Défaite 31-32 | 5e du gr. A  | Éliminés         | Éliminés         | Éliminés         | Éliminés |

### Judo
| Athlète       | Compétition     | 1er tour                      | 2e tour             | Quart de finale     | Demi-finale         | Repêchage           | Finale / CB         | Rang    |
| Athlète       | Compétition     | Adversaire Résultat           | Adversaire Résultat | Adversaire Résultat | Adversaire Résultat | Adversaire Résultat | Adversaire Résultat | Rang    |
| ------------- | --------------- | ----------------------------- | ------------------- | ------------------- | ------------------- | ------------------- | ------------------- | ------- |
| Zlatko Kumrić | Moins de 100 kg | Gennaro Pirelli Défaite 00-10 | Éliminé             | Éliminé             | Éliminé             | Éliminé             | Éliminé             | Éliminé |

| Athlète         | Compétition    | 1er tour                        | 2e tour                      | Quart de finale           | Demi-finale                        | Repêchage           | Finale / CB                     | Rang                           |
| Athlète         | Compétition    | Adversaire Résultat             | Adversaire Résultat          | Adversaire Résultat       | Adversaire Résultat                | Adversaire Résultat | Adversaire Résultat             | Rang                           |
| --------------- | -------------- | ------------------------------- | ---------------------------- | ------------------------- | ---------------------------------- | ------------------- | ------------------------------- | ------------------------------ |
| Katarina Krišto | Moins de 63 kg | Nadia Guimendego Victoire 10-00 | Miku Takaichi Victoire 01-00 | Kim Ji-su Victoire 10-00  | Prisca Awiti Alcaraz Défaite 00-11 | Non disputé         | Laura Fazliu Défaite 00-10      | 5e                             |
| Barbara Matić   | Moins de 70 kg | Exempté                         | Kim Polling Victoire 10-00   | Ai Tsunoda Victoire 10-00 | Sanne van Dijke Victoire 10-00     | Non-disputé         | Miriam Butkereit Victoire 01-00 | Médaille d'or, Jeux olympiques |

### Natation
| Athlète         | Épreuve          | Séries  | Séries | Demi-finales | Demi-finales | Finale  | Finale  |
| Athlète         | Épreuve          | Temps   | Rang   | Temps        | Rang         | Temps   | Rang    |
| --------------- | ---------------- | ------- | ------ | ------------ | ------------ | ------- | ------- |
| Jere Hribar     | 50 m nage libre  | 22 s 08 | 22e    | Éliminé      | Éliminé      | Éliminé | Éliminé |
| Nikola Miljenić | 100 m nage libre | 49 s 34 | 33e    | Éliminé      | Éliminé      | Éliminé | Éliminé |
| Nikola Miljenić | 100 m papillon   | 53 s 32 | 30e    | Éliminé      | Éliminé      | Éliminé | Éliminé |

| Athlète      | Épreuve         | Séries  | Séries | Demi-finales | Demi-finales | Finale   | Finale   |
| Athlète      | Épreuve         | Temps   | Rang   | Temps        | Rang         | Temps    | Rang     |
| ------------ | --------------- | ------- | ------ | ------------ | ------------ | -------- | -------- |
| Jana Pavalić | 50 m nage libre | 25 s 24 | 25e    | Éliminée     | Éliminée     | Éliminée | Éliminée |

### Taekwondo
| Athlète       | Compétition    | Éliminatoires                   | Quart de finale                          | Demi-finale                         | Repêchage           | Finale / CB                  | Rang    |
| Athlète       | Compétition    | Adversaire Résultat             | Adversaire Résultat                      | Adversaire Résultat                 | Adversaire Résultat | Adversaire Résultat          | Rang    |
| ------------- | -------------- | ------------------------------- | ---------------------------------------- | ----------------------------------- | ------------------- | ---------------------------- | ------- |
| Marko Golubić | Moins de 68 kg | Bernardo Pié Victoire 3-0, 10-2 | Bradly Sinden Défaite 6-8, 11-9, 10-18   | Éliminé                             | Éliminé             | Éliminé                      | Éliminé |
| Ivan Šapina   | Plus de 80 kg  | Alasan Ann Victoire 7-1, 10-1   | Richard Ordemann Victoire 3-5, 13-7, 5-3 | Arian Salimi Défaite 12-5, 8-9, 6-9 | Non disputé         | Rafael Alba Défaite 1-6, 0-9 | 5e      |

| Athlète        | Compétition    | Éliminatoires                    | Quart de finale                     | Demi-finale                              | Repêchage           | Finale / CB                    | Rang                                |
| Athlète        | Compétition    | Adversaire Résultat              | Adversaire Résultat                 | Adversaire Résultat                      | Adversaire Résultat | Adversaire Résultat            | Rang                                |
| -------------- | -------------- | -------------------------------- | ----------------------------------- | ---------------------------------------- | ------------------- | ------------------------------ | ----------------------------------- |
| Lena Stojković | Moins de 49 kg | Josipa Kafadar Victoire 0-0, 6-5 | Ikram Dhahri Victoire 3-3, 7-3, 4-1 | Panipak Wongpattanakit Défaite 0-8, 5-11 | Non disputé         | Merve Dinçel Victoire 1-0, 5-3 | Médaille de bronze, Jeux olympiques |

### Tennis
| Joueur (n° de tête de série) | Compétition | 1/32e de finale                   | 1/16e de finale                    | 1/8e de finale                | Quarts de finale                      | Demi-finales                                | Finale / MB                   |          |
| Joueur (n° de tête de série) | Compétition | Adversaire Résultat               | Adversaire Résultat                | Adversaire Résultat           | Adversaire Résultat                   | Adversaire Résultat                         | Adversaire Résultat           |          |
| ---------------------------- | ----------- | --------------------------------- | ---------------------------------- | ----------------------------- | ------------------------------------- | ------------------------------------------- | ----------------------------- | -------- |
| Donna Vekić (13)             | Dames       | Lucia Bronzetti Victoire 6-2, 7-5 | Bianca Andreescu Victoire 6-3, 6-4 | Coco Gauff Victoire 7-67, 6-2 | Marta Kostyuk Victoire 6-4, 2-6, 7-68 | Anna Karolína Schmiedlová Victoire 6-4, 6-0 | Zheng Qinwen Défaite 2-6, 3-6 |          |
| Petra Martić                 | Dames       | Cristina Bucșa Défaite 4-6, 3-6   | Éliminée                           | Éliminée                      | Éliminée                              | Éliminée                                    | Éliminée                      | Éliminée |

| Joueurs (n° de tête de série) | Compétition | 1/16e de finale                                             | 1/8e de finale       | Quarts de finale     | Demi-finales         | Finale / MB          |
| Joueurs (n° de tête de série) | Compétition | Adversaires Résultat                                        | Adversaires Résultat | Adversaires Résultat | Adversaires Résultat | Adversaires Résultat |
| ----------------------------- | ----------- | ----------------------------------------------------------- | -------------------- | -------------------- | -------------------- | -------------------- |
| Nikola Mektić Mate Pavić (7)  | Messieurs   | Dominik Köpfer / Jan-Lennard Struff Défaite 3-6, 7-65, 5-10 | Éliminés             | Éliminés             | Éliminés             | Éliminés             |

### Tennis de table
| Athlète(s) (n° de tête de série) | Compétition      | 1er tour            | 2e tour                                                      | 3e tour                                      | 4e tour             | Quart de finale     | Demi-finale         | Finale / MB         | Rang     |
| Athlète(s) (n° de tête de série) | Compétition      | Adversaire(s) Score | Adversaire(s) Score                                          | Adversaire(s) Score                          | Adversaire(s) Score | Adversaire(s) Score | Adversaire(s) Score | Adversaire(s) Score | Rang     |
| -------------------------------- | ---------------- | ------------------- | ------------------------------------------------------------ | -------------------------------------------- | ------------------- | ------------------- | ------------------- | ------------------- | -------- |
| Tomislav Pucar (32)              | Simple messieurs | Non disputé         | Mehdi Bouloussa Victoire 11-3, 11-7, 11-5, 12-10             | Alexis Lebrun Défaite 9-11, 3-11, 6-11, 9-11 | Éliminé             | Éliminé             | Éliminé             | Éliminé             | Éliminé  |
| Ivana Malobabić (40)             | Simple dames     | Non disputé         | Zeng Jian Défaite 5-11, 3-11, 13-11, 6-11, 11-9, 15-13, 5-11 | Éliminée                                     | Éliminée            | Éliminée            | Éliminée            | Éliminée            | Éliminée |

| Athlètes (n° de tête de série)                 | Compétition           | Premier tour             | Quart de finale   | Demi-finale       | Finale / MB       | Rang     |
| Athlètes (n° de tête de série)                 | Compétition           | Adversaires Score        | Adversaires Score | Adversaires Score | Adversaires Score | Rang     |
| ---------------------------------------------- | --------------------- | ------------------------ | ----------------- | ----------------- | ----------------- | -------- |
| Tomislav Pucar Andrej Gaćina Filip Željko (11) | Par équipes messieurs | Corée du Sud Défaite 0-3 | Éliminés          | Éliminés          | Éliminés          | Éliminés |

### Tir
| Tireurs             | Compétition                  | Qualification | Qualification | Finale  | Finale                              |
| Tireurs             | Compétition                  | Points        | Rang          | Points  | Rang                                |
| ------------------- | ---------------------------- | ------------- | ------------- | ------- | ----------------------------------- |
| Miran Mirančić      | Carabine à 10 m air comprimé | 631.3         | 4e            | 230.0   | Médaille de bronze, Jeux olympiques |
| Petar Gorša         | Carabine à 50 m 3 positions  | 583-32x       | 31e           | Éliminé | Éliminé                             |
| Giovanni Cernogoraz | Fosse olympique              | 122           | 7e            | Éliminé | Éliminé                             |

### Voile
Nota : le résultat barré est le plus mauvais de l’athlète concerné. Il n’est pas pris en compte dans le total.
| Athlètes                     | Compétition  | Régates | Régates | Régates | Régates | Régates | Régates | Régates | Régates          | Régates          | Régates          | Régates          | Régates          | Régates | Total net | Classement |
| Athlètes                     | Compétition  | 1       | 2       | 3       | 4       | 5       | 6       | 7       | 8                | 9                | 10               | 11               | 12               | CM      | Total net | Classement |
| ---------------------------- | ------------ | ------- | ------- | ------- | ------- | ------- | ------- | ------- | ---------------- | ---------------- | ---------------- | ---------------- | ---------------- | ------- | --------- | ---------- |
| Filip Jurišić                | Laser        | 13      | 4       | 32      | 1       | 31      | 24      | 28      | 32               | non disputé      | non disputé      | non disputé      | non disputé      | Éliminé | 115       | 19e        |
| Šime Fantela Mihovil Fantela | 49er         | 12      | 15      | 12      | 13      | 4       | 6       | 2       | 15               | 8                | 10               | 2                | 1                | 22      | 107       | 9e         |
| Martin Dolenc                | Formula Kite | 14      | 14      | 18      | 13      | 13      | 5       | 18      | Courses annulées | Courses annulées | Courses annulées | Courses annulées | Courses annulées | Éliminé | 53        | 14e        |

| Athlètes       | Compétition  | Régates | Régates | Régates | Régates | Régates | Régates | Régates | Régates | Régates | Régates        | Régates     | Régates     | Régates | Total net | Classement |
| Athlètes       | Compétition  | 1       | 2       | 3       | 4       | 5       | 6       | 7       | 8       | 9       | 10             | 11          | 12          | CM      | Total net | Classement |
| -------------- | ------------ | ------- | ------- | ------- | ------- | ------- | ------- | ------- | ------- | ------- | -------------- | ----------- | ----------- | ------- | --------- | ---------- |
| Elena Vorobeva | Laser Radial | 5       | 18      | 40      | 16      | 3       | 12      | 4       | 13      | 8       | Régate annulée | non disputé | non disputé | 18      | 97        | 6e         |
| Palma Čargo    | IQFoil       |         |         |         |         |         |         |         |         |         |                |             |             |         | 121       | 12e        |

### Water-polo
| Épreuve          | Premier tour             | Premier tour         | Premier tour           | Premier tour         | Premier tour            | Premier tour | Quart de finale       | Demi-finale          | Finale / MB          | Rang                               |
| Épreuve          | Adversaire Score         | Adversaire Score     | Adversaire Score       | Adversaire Score     | Adversaire Score        | Rang         | Adversaire Score      | Adversaire Score     | Adversaire Score     | Rang                               |
| ---------------- | ------------------------ | -------------------- | ---------------------- | -------------------- | ----------------------- | ------------ | --------------------- | -------------------- | -------------------- | ---------------------------------- |
| Tournoi masculin | Monténégro Victoire 11-8 | Italie Défaite 11-14 | Roumanie Victoire 11-8 | Grèce Victoire 14-13 | États-Unis Défaite 9-13 | 4e du gr. A  | Espagne Victoire 10-8 | Hongrie Victoire 9-8 | Serbie Défaite 11-13 | Médaille d'argent, Jeux olympiques |